# Porto Alegre Country Club

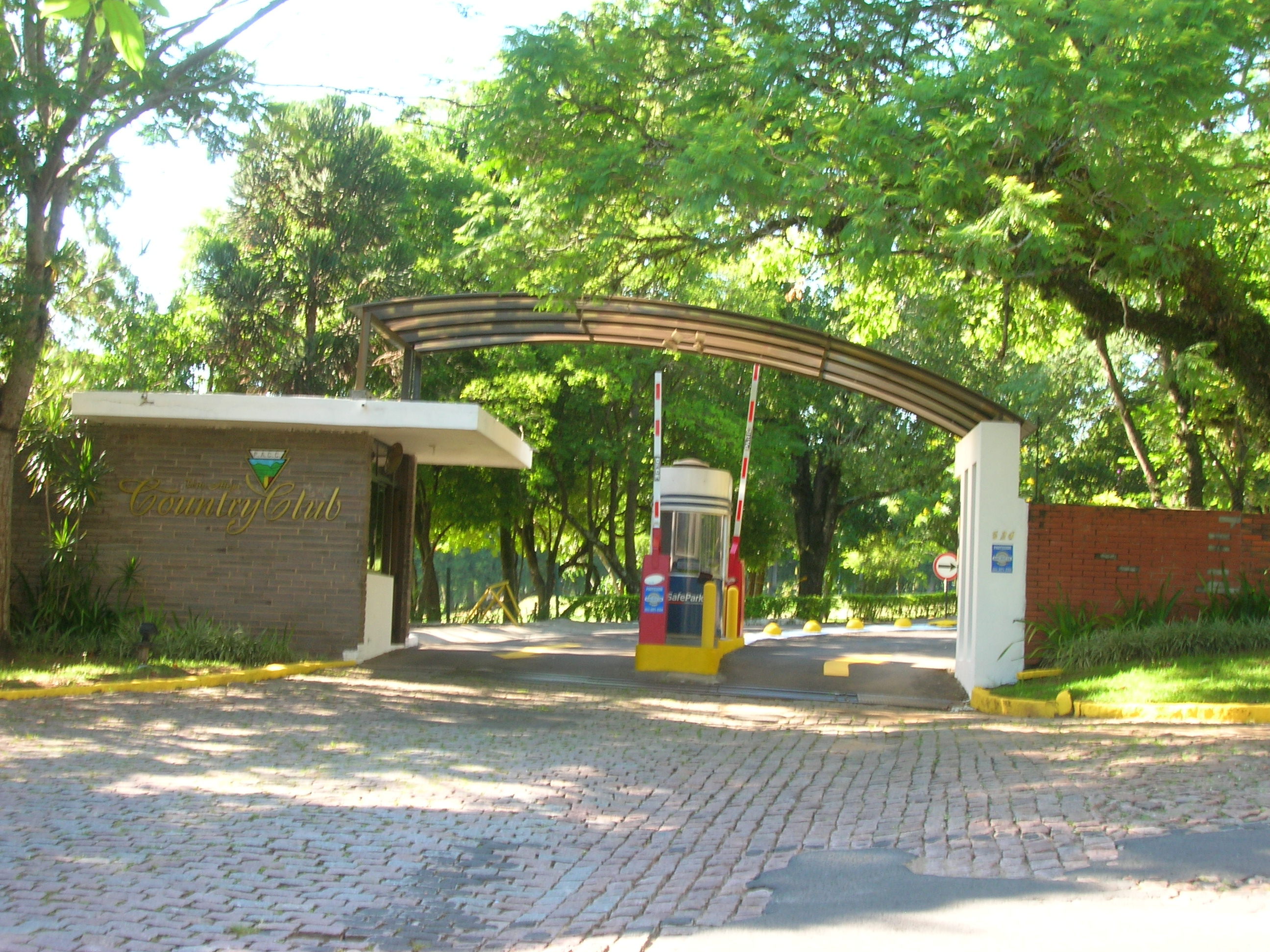
Entrada do Porto Alegre Country Club.

O Porto Alegre Country Club é um clube de campo da cidade brasileira de Porto Alegre, capital do estado do Rio Grande do Sul. Localizado no bairro Boa Vista, o clube de golfe possui uma área de mais de 50 hectares de mata nativa.

## História
Foi fundado em 30 de maio de 1930, por um grupo de homens apaixonados por golfe: Joseph E. L. Millender, Carlos Sylla, Álvaro Gonçalves Soares, A. D. MacDonald, A. S. Cliff, Antônio Jacob Renner, José Bertaso, Pelegrin Figueras, Fábio Netto, Ernesto J. Aldeworth, Victor Adalberto Kessler, Hermano Franco Machado, Luiz Guerra Blessman, Carlos Hofmeister e Arthur D. Sharpus. O texano J. E. Millender foi um dos principais idealizadores do clube e, durante sua estada em Porto Alegre, dedicou atenção especial a esse projeto.
Antes da inauguração, o grupo costumava se reunir para jogar em uma cancha improvisada, no campo esportivo da Brigada Militar. Em dezembro de 1931, o Clube adquiriu um terreno de 42 hectares na região que compreende os atuais bairros Boa Vista, Passo d'Areia e Chácara das Pedras, então pouco habitada e hoje uma das áreas mais valorizadas e movimentadas da cidade. Quatro meses depois, mais treze hectares da vizinhança foram anexados, e a ampliação da cancha ficou completa em 1947, totalizando dezoito buracos. À época, o clube era chamada de "Clube dos Ingleses", porque havia ingleses e norte-americanos entre seus sócios.
À parte do golfe, o Porto Alegre Country Club ficou conhecido também por promover grandes e tradicionais eventos sociais em seus salões, tais como o Baile de Aniversário do Clube, o Baile de Debutantes e o Jantar do Campeonato Sul-brasileiro. A sede do clube, construída em 1938, está localizada no topo de uma colina.